# This Could Be the Right One
«This Could Be the Right One» —en castellano: «Podría ser la indicada»— es una canción escrita por el cantante y músico Myles Goodwyn.  Se encuentra originalmente en el álbum de estudio Animal Grace de la banda canadiense April Wine, lanzado en 1984 por Aquarius Records y Capitol Records en Canadá y el resto del mundo respectivamente.

## Lanzamiento y recepción
La melodía fue publicada como el primer sencillo de Animal Grace en 1984. En el lado B se numeró el tema «I Really Don't Want Your Love» —traducido del inglés: «Realmente no quiero tu amor»—, compuesto también por el también productor del sencillo, Myles Goodwyn.
En Canadá, «This Could Be the Right One» no logró enlistarse en los listados de la RPM Magazine. Sin embargo, este sencillo se colocó en la 58.ª posición del Billboard Hot 100 en los Estados Unidos.

## Versión promocional
Se lanzaron dos versiones de «This Could Be the Right One»: la comercial y la promocional.  La segunda contiene la misma pista tanto en el lado A como el lado B, ambos en calidad de sonido estéreo.

## Lista de canciones

### Versión comercial

#### Lado A
| side one |                               |               |          |  |
| N.º      | Título                        | Escritor(es)  | Duración |  |
| 1.       | «This Could Be the Right One» | Myles Goodwyn | 4:04     |  |

#### Lado B
| side one |                                 |               |          |  |
| N.º      | Título                          | Escritor(es)  | Duración |  |
| 2.       | «I Really Don't Want Your Love» | Myles Goodwyn | 3:20     |  |

### Versión promocional

#### Lado A
| side one |                               |               |          |  |
| N.º      | Título                        | Escritor(es)  | Duración |  |
| 1.       | «This Could Be the Right One» | Myles Goodwyn | 4:04     |  |

#### Lado B
| side one |                               |               |          |  |
| N.º      | Título                        | Escritor(es)  | Duración |  |
| 2.       | «This Could Be the Right One» | Myles Goodwyn | 4:04     |  |

## Créditos
- Myles Goodwyn — voz principal
- Brian Greenway — guitarra y coros
- Gary Moffet — guitarra y coros
- Steve Lang — bajo y coros
- Jerry Mercer — batería y percusiones

## Posicionamiento en las listas
| Año  | País           | Lista             | Posición máxima |
| ---- | -------------- | ----------------- | --------------- |
| 1984 | Estados Unidos | Billboard Hot 100 | 58              |